# Peio

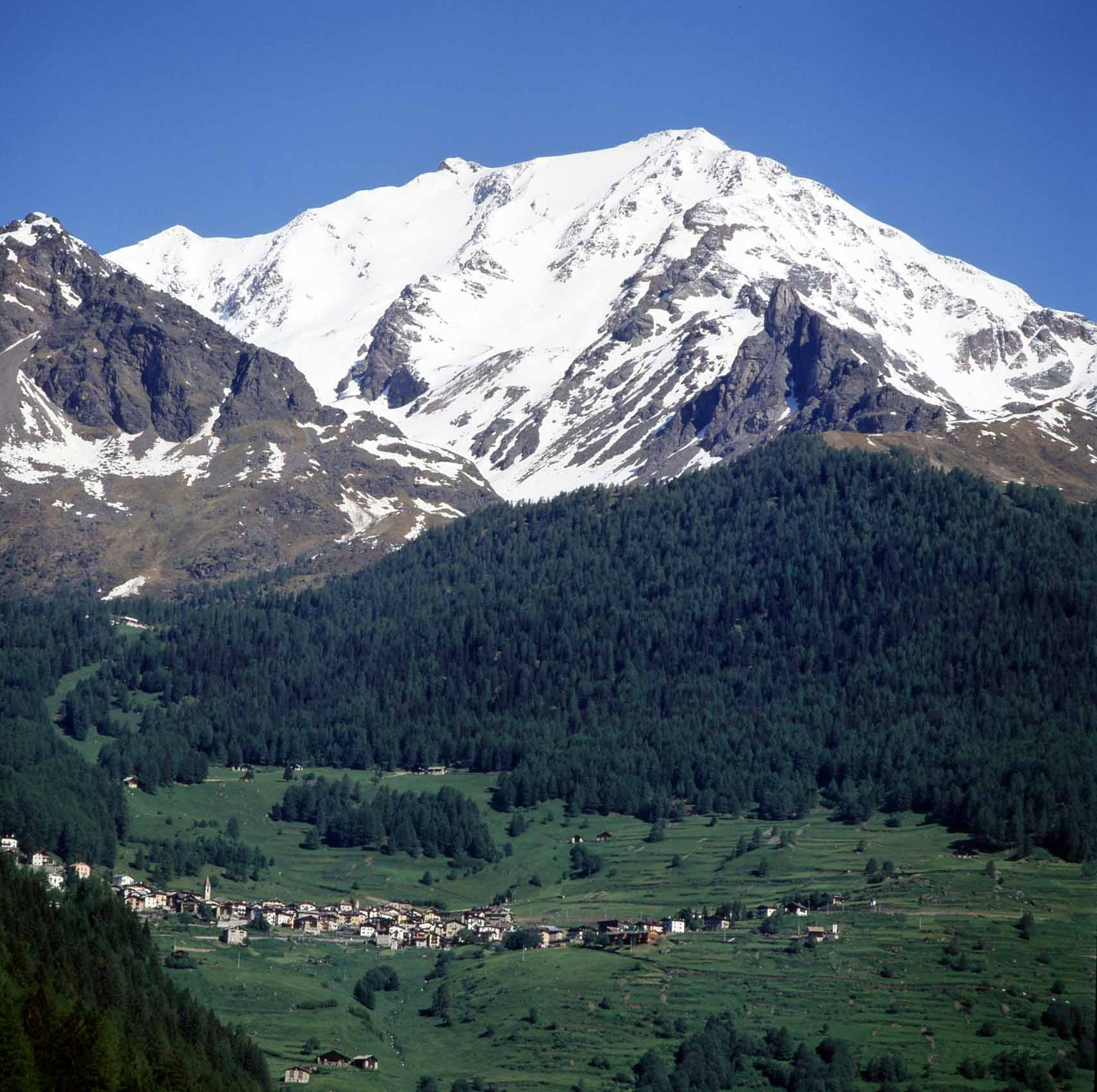
Mount Vioz và Peio

Peio là một đô thị ở tỉnh Trento ở vùng Trentino-Alto Adige/Südtirol của Ý, tọa lạc cách 50 km về phía tây bắc của Trento. Tại thời điểm ngày 31 tháng 12 năm 2004, đô thị này có dân số 1.892 người và diện tích là 160.3 km².
Peio giáp các đô thị: Martello, Valfurva, Rabbi, Ponte di Legno, Vermiglio, Ossana và Pellizzano.
Cho đến kết thúc đệ nhị thế chiến (1918) Peio cũng như toàn vùng thuộc đế quốc Áo-Hung với biên giới giữa đế quốc này và Ý nằm ở dãy núi ở Peio, một dãy núi có nhiều vách, tuyết và sông băng khó vượt qua.